# Maria Carola Cecchin
Fiorina Cecchin, S.S.G.C., řeholním jménem Maria Carola (3. dubna 1877, Cittadella – 13. listopadu 1925, Rudé moře) byla italská římskokatolická řeholnice, členka kongregace Sester svatého Giuseppe Benedetto Cottolengy, působící jako misionářka v Keni. Katolická církev ji uctívá jako blahoslavenou.

## Život
Narodila se dne 3. dubna 1877 ve městě Cittadella jako páté z osmi dětí rodičům Francescu Cecchinovi a Antonii Geremii. Dva její nejstarší sourozenci zemřeli v dětském věku.
Pokusila se vstoupit do jedné řeholní kongregace, kde však nebyla pro své chatrné zdraví přijata. Nakonec byla v devatenácti letech přijata do kongregace Sester svatého Giuseppe Benedetto Cottolengy v jejich řeholním domě v Trevisu. Dne 27. srpna 1896 u nich zahájila v Turíně svůj postulát. Dne 2. října 1897 pak zahájila svůj noviciát a 3. října přijala řeholní hábit a řeholní jméno Maria Carola. Dne 6. ledna 1899 složila své doživotní řeholní sliby. Poté sloužila jako kuchařka v internátní škole v Giavenu, kterou její kongregace spravovala. Později stejně sloužila v mateřském domě své kongregace v Turíně. Toužila však být poslána na misie do Afriky, o čež si také u svých představených zažádala.
Roku 1905 se jí toto přání splnilo, když byla spolu se čtyřmi řeholnicemi své kongregace a několika sestrami z jiné kongregace poslána do Keni. Dne 28. ledna téhož roku pak odcestovali poté, co spolu s ostatními obdržela od turínského arcibiskupa a kardinála Agostina Richelmyho misijní kříž. Po asi dvoutýdenní cestě dorazila do Mombasy.
Časem se spolu s ostatními naučila kikujštinu, kterou používali místní. Nejprve působila v misijní stanici ve městě Limuru a poté ve vesničce Tuthu. Během své misijní činnosti také působila ve vesnicích Iciagaki, Mugoiri, Wambogo a nakonec v Tiganie.  Pokaždé, než se přestěhovala na nové místo za sebou zanechala malý domek pro jeptišky, které přijdou po ní. Byla známá pro svou horlivost při šíření evangelia. Většinu času zde však věnovala péči o chudé a nemocné. První světová válka měla na její práci nemalé dopady, kdy se musela věnovat také raněným vojákům ve vojenských nemocnicích a později také těm, kteří onemocněli španělskou chřipkou, která zde přetrvala i po skončení války. Stala se také misijní představenou v regionu. Na svém posledním působišti v Tiganii vážně onemocněla, kdy j byla diagnostikována enterokolitida, která jí působila velké bolesti. Roku 1923 se kvůli konfliktu ohledně stylu evangelizace zhoršila vzájemná spolupráce mezi kongregacemi, působícími v Keni. Po několika neúspěšných pokusech o vzájemné sblížení bylo papežem Benediktem XV. rozhodnuto poslat členky její kongregace jinam. Toto rozhodnutí jí a ostatním sestrám sdělil keňský apoštolský vikář Filippo Perlovy. Pomáhala řídit odjezd svých spolusester a jako jedna z posledních odcestovala 25. října 1925. Již při podjezdu měla špatný zdravotní stav, který se stále zhoršoval.
Zemřela na palubě parníku Porto Alessandretta dne 13. listopadu 1925 na Rudém moři mezi Massawou (dnešní Eritrea) a Suezem (dnešní Egypt). Po rychlém obřadu byly její ostatky dle hygienických předpisů zabaleny do prostého bílého plátna a pohřbeny do moře.

## Úcta
Její beatifikační proces započal dne 28. února 2013, čímž obdržela titul služebnice Boží. Dne 23. listopadu 2020 ji papež František podepsáním dekretu o jejích hrdinských ctnostech prohlásil za ctihodnou. Dne 13. prosince 2021 byl uznán zázrak na její přímluvu, potřebný pro její blahořečení.
Blahořečena pak byla dne 5. listopadu 2022 na sportovním stadionu v Meru. Obřadu předsedal jménem papeže Františka kardinál Antoine Kambanda.
Její památka je připomínána 13. listopadu. Bývá zobrazována v řeholním oděvu. Je patronkou misionářů.